# Archaraeoncus prospiciens
Espèce
Synonymes
- Erigone prospiciens Thorell, 1875
- Pocadicnemis desioi Caporiacco, 1935
- Araeoncus tianschanica Hu & Wu, 1989

Archaraeoncus prospiciens est une espèce d'araignées aranéomorphes de la famille des Linyphiidae.

## Distribution
Cette espèce se rencontre en Bulgarie, en Ukraine, en Turquie, en Russie, en Azerbaïdjan, en Iran, au Pakistan et en Chine au Xinjiang,.

## Description
Le mâle holotype mesure 2 mm.
Le mâle décrit par Danışman et Coşar en 2019 mesure 1,65 mm.

## Systématique et taxinomie
Cette espèce a été décrite sous le protonyme Erigone prospiciens par Thorell en 1875. Elle est placée dans le genre Araeoncus par Simon en 1884 puis dans le genre Archaraeoncus par Tanasevitch en 1987.
Araeoncus tianschanica a été placée en synonymie par Marusik en 1992.
Pocadicnemis desioi a été placée en synonymie par Tanasevitch en 2025.

## Publication originale
- Thorell, 1875 : « Verzeichniss südrussischer Spinnen. » Horae Societatis Entomologicae Rossicae, vol. 11, p. 39-122 (texte intégral).